# Oaș
Oaș – wieś w Rumunii, w okręgu Kluż, w gminie Frata. W 2011 roku liczyła 114 mieszkańców.